# Goljam Manastir
Goljam Manastir (Bulgaars: Голям манастир) is een dorp (село) in Bulgarije. Het is gelegen in de gemeente Toendzja, oblast  Jambol en telde op 31 december 2018 zo’n 337 inwoners.

## Bevolking
De eerste officiële volkstelling van 1934 registreerde 1.848 inwoners. Dit aantal groeide tot een maximum van 1.899 inwoners in 1956. Sindsdien neemt het inwonersaantal in een rap tempo af. Op 31 december 2019 telde het dorp 315 inwoners.
| Bevolkingsontwikkeling tussen 1934 en 2019          |
| --------------------------------------------------- |
|                                                     |
| Bron: Nationaal Statistisch Instituut van Bulgarije |

Van de 373 inwoners reageerden er 329 op de optionele volkstelling van 2011. Zo’n 321 personen identificeerden zichzelf als etnische Bulgaren (98%).
| Etnische samenstelling van de respondenten (2011) | Etnische samenstelling van de respondenten (2011) | Etnische samenstelling van de respondenten (2011) | Etnische samenstelling van de respondenten (2011) | Etnische samenstelling van de respondenten (2011) |
| ------------------------------------------------- | ------------------------------------------------- | ------------------------------------------------- | ------------------------------------------------- | ------------------------------------------------- |
|                                                   |                                                   |                                                   |                                                   |                                                   |
| Bulgaren                                          | Bulgaren                                          |                                                   | 97,6%                                             | 97,6%                                             |
| Turken                                            | Turken                                            |                                                   | 0,0%                                              | 0,0%                                              |
| Roma                                              | Roma                                              |                                                   | 1,5%                                              | 1,5%                                              |
| Anders/Onbekend                                   | Anders/Onbekend                                   |                                                   | 0,9%                                              | 0,9%                                              |

Het dorp heeft een ongunstige leeftijdsopbouw. Van de 373 inwoners die in februari 2011 werden geregistreerd, waren er 14 jonger dan 15 jaar oud (4%), 156 inwoners waren tussen de 15-64 jaar oud (42%), terwijl er 203 inwoners van 65 jaar of ouder werden geteld (54%).